# الظهر (مسورة)

تعديل مصدري - تعديل

الظهر هي إحدى قرى عزلة مسورة بمديرية مسورة التابعة لمحافظة البيضاء، بلغ تعداد سكانها 309 نسمة حسب تعداد اليمن لعام 2004.